# Sandy Hook (Kentucky)
Sandy Hook – miasto w Stanach Zjednoczonych, w stanie Kentucky, siedziba administracyjna hrabstwa Elliott.